# Borís Vànnikov
Borís Lvòvitx Vànnikov (rus: Бо́рис Льво́вич Ва́нников) (Bakú, 7 de setembre de 1897 – Moscou, 22 de febrer de 1962) va ser un estadista soviètic i un general de 3 estrelles. Comissari del Poble d'Armaments entre gener de 1939 i juny de 1941, i de Munició entre febrer de 1942 fins a juny de 1946. Entre 1945 i 1953 va presidir el 1r Directorat del Consell de Comissaris del Poble de la Unió Soviètica, treballant directament per sota de Lavrenti Béria supervisant el projecte de la bomba atòmica soviètica. Després de la mort de Béria el 1953, Vànnikov va ser degradat al càrrec de Viceministre Primer per la Maquinària Mitjana (un eufemisme soviètic per la recerca atòmica i les armes nuclears). Es retirà el 1958. Va rebre el títol d'Heroi del Treball Socialista en 3 ocasions i el Premi Stalin en dues.

## Biografia
Nascut a una família treballadora jueva. Després de l'escola primària treballà en el petroli i, a continuació, a la construcció de carreteres i com a mecànic a una planta. El 1918 es graduà a l'Escola Tècnica de Bakú i, el 1926, a l'Escola Tècnica Superior Bauman de Moscou.
El 1916 s'afilià al Partit Social-Revolucionari, abandonant-lo a l'any següent. El 1917 va arribar a ser cap inferior a la construcció de carreteres al Caucas; i el 1919 ingressà a l'Exèrcit Roig i al Partit Comunista, participant en organitzacions clandestines a Bakú i a Tblisi.
El 1920 tornà a ser enviat a treballar a Bakú, ja sota control bolxevic, treballant com a membre del personal de l'inspector cap de la Comissaria d'Inspecció de Treballadors i Camperols. Es traslladà a Moscou, sent inspector d'alt nivell el 1924, sots-director d'Inspecció Econòmica del Comissariat d'Inspecció; mentre que estudiava a Bauman.
Des de 1927 va ser enginyer director tècnic de maquinària agrícola de Libertsi. Entre 1930 i 1933 va ser Cap del Departament d'Enginyeria d'Automòbils i Tractors i Cap Adjunt d'Enginyeria Agrícola del Soviet Suprem d'Economia Nacional. Entre 1933 i 1936 va ser director de la fàbrica d'armament de Tula i, el 1936, director de la planta d'enginyeria de Perm.
Entre 1936 i 1937 va ser cap d'artilleria i tancs al control de tancs del Comissariat del Poble d'Armaments. Des de desembre de 1937 va ser vicecomissari adjunt d'Armaments i, entre l'11 de gener de 1939 i el 9 de juny de 1941, és Comissari del Poble de l'URSS d'Armament. El 7 de juny va ser detingut després de ser acusat per Grigori Kulik de sabotatge en negar-se a aturar la producció de canons convencionals per construir obusos de 107mm de la I Guerra Mundial, però va ser alliberat el 20 de juliol i nomenat vicecomissari d'armaments.
Al febrer de 1942 va ser nomenat Comissariat de Municions, organitzant la provisió de munició de tota mena i mida per a l'Exèrcit i la Marina Roja. A finals de 1942 havia duplicat la producció de munició respecte a 1941, triplicant-la el 1943, alhora que millorava la qualitat. Com a resultat, el 1943 no hi havia mancances de munició per a l'Exèrcit, la qual cosa contribuí a la consecució ràpida de la victòria. Des de mitjans de 1943, la producció de munició seguia una producció en cadena; i la seva qualitat superava la de l'exèrcit alemany.
Entre 1945 i 1953 va ser Cap de la Direcció del Sovnarkom, organitzant el projecte de la bomba atòmica soviètica i, posteriorment, la producció d'armes nuclears, juntament amb Ígor Kurtxàtov. Entre 1953 i 1958, va ser Viceministre Primer de la Construcció de Maquinària Mitjana, eufemisme soviètic per referir-se a la producció d'armament atòmic. El 1954 rebé la seva tercera estrella d'Heroi del Treball Socialista pel seu lideratge en la creació de la bomba d'hidrògen.
Es jubilà el 1958. Entre 1939 i 1971 va ser membre del Comitè Central del PCUS; i entre 1946 i 1950 va ser membre del Soviet Suprem de l'URSS.
Va morir a Moscou el 22 de febrer de 1962; i l'urna amb les seves cendres va ser enterrada a la Muralla del Kremlin

## Condecoracions
- Heroi del Treball Socialista (1942,[1] 1949, 1954)
- Orde de Lenin (1939, 1942, 1944, 1947, 1954, 1957)
- Orde de Suvórov de 1a classe (1945)
- Orde de Kutuzov de 1a classe (1944)
- Premi Stalin (1951, 1953)
- Medalla de la defensa de Moscou
- Medalla de la victòria sobre Alemanya en la Gran Guerra Patriòtica 1941-1945
- Medalla per la victòria sobre el Japó
- Medalla del 800è Aniversari de Moscou
- Medalla del 40è Aniversari de les Forces Armades Soviètiques